# Humberto Elgueta
Humberto Elgueta (1904. szeptember 10. – 1976.) chilei válogatott labdarúgó.
A chilei válogatott tagjaként részt vett az 1930-as világbajnokságon illetve az 1920-as és az 1922-es Dél-amerikai bajnokságon.

## Külső hivatkozások
- Humberto Elgueta a FIFA.com honlapján Archiválva 2015. február 6-i dátummal a Wayback Machine-ben

1. ↑  FBref